# Titularerzbistum Dercos
Dercos auch Dercus/Delcus (ital.: Derco/Delco) ist ein Titularerzbistum bzw. bis 1929 Titularbistum der römisch-katholischen Kirche.
Der antike Bischofssitz befand sich in der historischen Landschaft Thrakien in der gleichnamigen antiken Stadt und liegt im heutigen Bulgarien. Der Bischofssitz war der Kirchenprovinz Philippopolis zugeordnet.
Darüber hinaus ist die Metropolie Derkos eine Kirchenprovinz des Ökumenischen Patriarchats von Konstantinopel mit Sitz in Tarabya.
| Titularbischöfe von Dercos/Dercus/Delcus |                                          | |                    |                    |
| Nr.                                      | Name                                     | Amt | von                | bis                |
| 1                                        | Nathanael Burger OFM                     | Apostolischer Vikar von Shanxi Koadjutorbischof von Nanking (China)                                                          | 11. Januar 1777    | 28. August 1780    |
| 2                                        | Michael Mdzewski                         | Weihbischof in Płock (Polen)                                                                                                 | 19. Dezember 1791  | 1814               |
| 3                                        | Luigi Ciurcia OFM                        | Koadjutorbischof von Shkodrë (Osmanisches Reich)                                                                             | 4. Juni 1858       | 6. Februar 1859    |
| 4                                        | Peter Dufal CSC                          | Apostolischer Vikar von Ostbengalen Generalsuperior der Kongregation vom Heiligen Kreuz Koadjutorbischof von Galveston (USA) | 3. Juli 1860       | 15. März 1898      |
| 5                                        | Juan Nepomuceno Terrero y Escalada       | Weihbischof in Buenos Aires (Argentinien)                                                                                    | 21. April 1898     | 7. Dezember 1900   |
| 6                                        | Antonio Bassani                          | Koadjutorbischof von Chioggia (Italien)                                                                                      | 22. Januar 1905    | 21. November 1908  |
| 7                                        | Domenico Lancellotti                     | | 29. April 1909     | 21. April 1911     |
| 8                                        | Heinrich Haehling von Lanzenauer         | Weihbischof in Paderborn (Deutschland)                                                                                       | 5. August 1912     | 30. August 1925    |
| 9                                        | Maurice Francis McAuliffe                | Weihbischof in Hartford (USA)                                                                                                | 17. Dezember 1925  | 23. April 1934     |
| 10                                       | Enrico Montalbetti                       | Koadjutorerzbischof von Trient (Italien)                                                                                     | 5. Mai 1935        | 9. Juni 1938       |
| 11                                       | Jeremiah Kinane                          | Koadjutorerzbischof von Cashel-Emly (Irland)                                                                                 | 31. Januar 1942    | 11. September 1946 |
| 12                                       | Thomas Peter McKeefry                    | Koadjutorerzbischof von Wellington (Neuseeland)                                                                              | 12. Juni 1947      | 9. Mai 1954        |
| 13                                       | Herman Joseph Meysing OMI                | emeritierter Erzbischof von Bloemfontein (Südafrika)                                                                         | 25. Juni 1954      | 21. Oktober 1963   |
| 14                                       | Armand-Etienne M. Blanquet du Chayla OCD | emeritierter Erzbischof von Bagdad Apostolischer Delegat im Irak                                                             | 17. September 1964 | 27. November 1970  |